# Reprezentacja Belgii w piłce siatkowej mężczyzn
Reprezentacja Belgii w piłce siatkowej mężczyzn – narodowa reprezentacja tego kraju, reprezentująca go na arenie międzynarodowej, kontrolowana przez Koninklijk Belgisch Volleybalverbond. 

## Skład reprezentacji Belgii naMistrzostwach Europy 2023[2]
| Nr | Imię i nazwisko      | Data urodzenia | Wzrost | Klub (Sezon 2023/2024)     | Pozycja      |
| -- | -------------------- | -------------- | ------ | -------------------------- | ------------ |
| 1  | Jolan Cox            | 12.07.1991     | 194 cm | Greenyard Maaseik          | atakujący    |
| 3  | Sam Deroo            | 29.04.1992     | 202 cm | Zenit Kazań                | przyjmujący  |
| 4  | Stijn D’Hulst        | 24.04.1991     | 187 cm | Knack Roeselare            | rozgrywający |
| 8  | Matthijs Verhanneman | 08.12.1988     | 198 cm | Knack Roeselare            | przyjmujący  |
| 9  | Wout D’Heer          | 26.04.2001     | 203 cm | Itas Trentino              | środkowy     |
| 10 | Mathijs Desmet       | 28.01.2000     | 197 cm | Pallavolo Padwa            | przyjmujący  |
| 11 | Seppe van Hoyweghen  | 07.10.2000     | 196 cm | Decospan Volley Team Menen | rozgrywający |
| 12 | Seppe Rotty          | 12.03.2001     | 190 cm | Knack Roeselare            | przyjmujący  |
| 13 | Elias Thys           | 20.10.1998     | 201 cm | Greenyard Maaseik          | środkowy     |
| 14 | Jelle Ribbens        | 17.03.1992     | 185 cm | Fréjus Var Volley          | libero       |
| 20 | Robbe Van de Velde   | 28.10.2002     | 201 cm | Lindemans Aalst            | przyjmujący  |
| 23 | Ferre Reggers        | 18.07.2003     | 201 cm | Allianz Milano             | atakujący    |
| 26 | Martin Perin         | 22.11.2002     | 180 cm | Greenyard Maaseik          | libero       |
| 33 | Michiel Fransen      | 29.10.2002     | 202 cm | Tectum Achel               | środkowy     |

## Trenerzy
| Lata      | Imię i nazwisko        |
| --------- | ---------------------- |
| 1994-1997 | Dominique Baeyens      |
| 2005-2011 | Claudio Gewehr         |
| 2012-2016 | Dominique Baeyens      |
| 2017      | Vital Heynen           |
| 2018      | Andrea Anastasi        |
| 2019      | Brecht Van Kerckhove   |
| 2020-2021 | Fernando Muñoz Benítez |
| 2022-     | Emanuele Zanini        |

## Udział w międzynarodowych turniejach
| 1964 | Nie zakwalifikowała się | –            |
| 1968 | Awans                   | VIII miejsce |
| 1972 | Nie zakwalifikowała się | –            |
| 1976 | Nie zakwalifikowała się | –            |
| 1980 | Nie zakwalifikowała się | –            |
| 1984 | Nie zakwalifikowała się | –            |
| 1988 | Nie zakwalifikowała się | –            |
| 1992 | Nie zakwalifikowała się | –            |
| 1996 | Nie zakwalifikowała się | –            |
| 2000 | Nie zakwalifikowała się | –            |
| 2004 | Nie zakwalifikowała się | –            |
| 2008 | Nie zakwalifikowała się | –            |
| 2012 | Nie zakwalifikowała się | –            |
| 2016 | Nie zakwalifikowała się | –            |
| 2020 | Nie zakwalifikowała się | –            |
| 2024 | Nie zakwalifikowała się | –            |

Mistrzostwa świata:
- 1949 – 9. miejsce
- 1956 – 17. miejsce
- 1962 – 20. miejsce
- 1966 – 14. miejsce
- 1970 – 8. miejsce
- 1974 – 11. miejsce
- 1978 – 18. miejsce
- 2014 – 17. miejsce
- 2018 – 10. miejsce

Liga Światowa:
II dywizja
- 2014 – 3. miejsce
- 2015 – 4. miejsce

I dywizja
- 2016 – 9. miejsce
- 2017 – 7. miejsce

Mistrzostwa Europy:

- 1948 – 5. miejsce
- 1951 – 6. miejsce
- 1955 – 12. miejsce
- 1958 – 17. miejsce
- 1963 – 13. miejsce
- 1967 – 12. miejsce
- 1971 – 10. miejsce
- 1975 – 12. miejsce
- 1979 – 11. miejsce
- 1987 – 7. miejsce
- 2007 – 10. miejsce
- 2011 – 13. miejsce
- 2013 – 7. miejsce
- 2015 – 9. miejsce
- 2017 – 4. miejsce
- 2019 – 9. miejsce
- 2021 – 18. miejsce
- 2023 – 14. miejsce

Liga Europejska:
- 2007 – 12. miejsce
- 2009 – 5. miejsce
- 2011 – 6. miejsce
- 2013 –  1. miejsce
- 2018 – 6. miejsce
- 2019 – 11-12. miejsce
- 2021 – 4. miejsce
- 2022 – 7. miejsce
- 2023 – 9. miejsce